# Nedecvár
Nedecvár (lengyelül Niedzica-Zamek, kiejtése: [ɲɛˈʥiʦa-]) falu Lengyelországban, az egykori újszandeci (Nowy Sącz-i), a mai Kis-lengyelországi vajdaságban.
Szepes vármegye 1910-es térképe még önálló településként jelölte. 1920-ig Magyarországhoz, Szepes vármegye Szepesófalui járásához tartozott.
2014. január 1-jei hatállyal lett (újra) önálló, addig Nedec külterülete volt.

## Fekvése
A Dunajec folyón kialakított Csorsztini-víztározó partján fekszik. Délről és keletről Nedec, nyugatról Falstin, északról – a víztározó közbeesésével – Csorsztin határolja.
A Dunajec fölé magasodó sziklán áll Nedec vára a XIV. századból.

## Fordítás
- Ez a szócikk részben vagy egészben  a   Niedzica-Zamek című lengyel Wikipédia-szócikk fordításán alapul.  Az eredeti cikk szerkesztőit annak laptörténete sorolja fel. Ez a jelzés csupán a megfogalmazás eredetét és a szerzői jogokat jelzi, nem szolgál a cikkben szereplő információk forrásmegjelöléseként.